# لويز هوارد
لويز هوارد (بالإنجليزية: Louise Howard)‏ أستاذة الصحة العقلية للنساء، في كلية كينجز لندن. يشمل بحث هوارد أدوية الحمل والعنف والصحة وفعالية خدمات الصحة النفسية في الفترة المحيطة بالولادة وفعاليتها من حيث التكلفة.
هوارد رئيس مركز NICE الوطني التعاوني لمجموعة إرشادات تطوير الصحة النفسية وحول الصحة النفسية قبل الولادة وبعدها وعضو مجلس التحرير الدولي للمجلة البريطانية للطب النفسي.